# Turma da Gafieira (álbum)
Turma da Gafieira é o primeiro álbum do grupo homônimo brasileiro. Lançado em 1957 pelo selo Musidisc, este álbum é considerado o precursor do samba-jazz.
Foi por conta da participação neste trabalho que o trombonista Raul de Souza ganhou, do Programa de Paulo Santos da rádio MEC do Rio, o prêmio de melhor músico do ano de 1957
A modelo presente na capa é Vera Regina.

## Recepção Crítica
Conforme Bernadete Siqueira, do site "cidadaoereporter.com.br", "pela primeira vez o jazz improvisado foi gravado em ritmos genuínos do samba", por isso "o ponto mais importante dessa gravação foi o registro, da primeira vez, do ritmo tocado nos tambores da bateria de uma maneira original, porém primitiva, tocado nos pratos com um som mais destacado e modernizado. Isto passou a ser tocado desta forma em todo mundo, a partir desta gravação."

## Faixas
| Lado A |                      |                                      |         |  |
| N.º    | Título               | Compositor(es)                       | Duração |  |
| 1.     | "Samba De Morro"     | Altamiro Carrilho                    |         |  |
| 2.     | "Meu Sonho É Você"   | Altamiro Carrilho, Átila Nunes       |         |  |
| 3.     | "Rio Antigo"         | Altamiro Carrilho                    |         |  |
| 4.     | "Cozinheiro Forçado" | Altamiro Carrilho, Irany de Oliveira |         |  |

| Lado B |                          |                                      |         |  |
| N.º    | Título                   | Compositor(es)                       | Duração |  |
| 5.     | "Deixe O Breque Pra Mim" | Altamiro Carrilho                    |         |  |
| 6.     | "Viva O Samba"           | Altamiro Carrilho                    |         |  |
| 7.     | "Samba De Pádua"         | Altamiro Carrilho, Irany de Oliveira |         |  |
| 8.     | "Maria Tereza"           | Altamiro Carrilho                    |         |  |

## Créditos Musicais
Conforme o Instituto Memória Musical Brasileira, os músicos presentes neste álbum foram:
- Sivuca - Acordeom
- Luiz Marinho - Contrabaixo
- Edison Machado - Baterias
- Nestor Campos - Guitarra
- Zequinha Marinho - Piano
- João Leal Brito Britinho - Piano
- Raul de Souza - Trombone
- Altamiro Carrilho - Flauta, Composições
- Maestro Cipó - Saxofone
- Zé Bodega - Saxofone
- Maurílio Santos - Trompete